# Peter Høeg

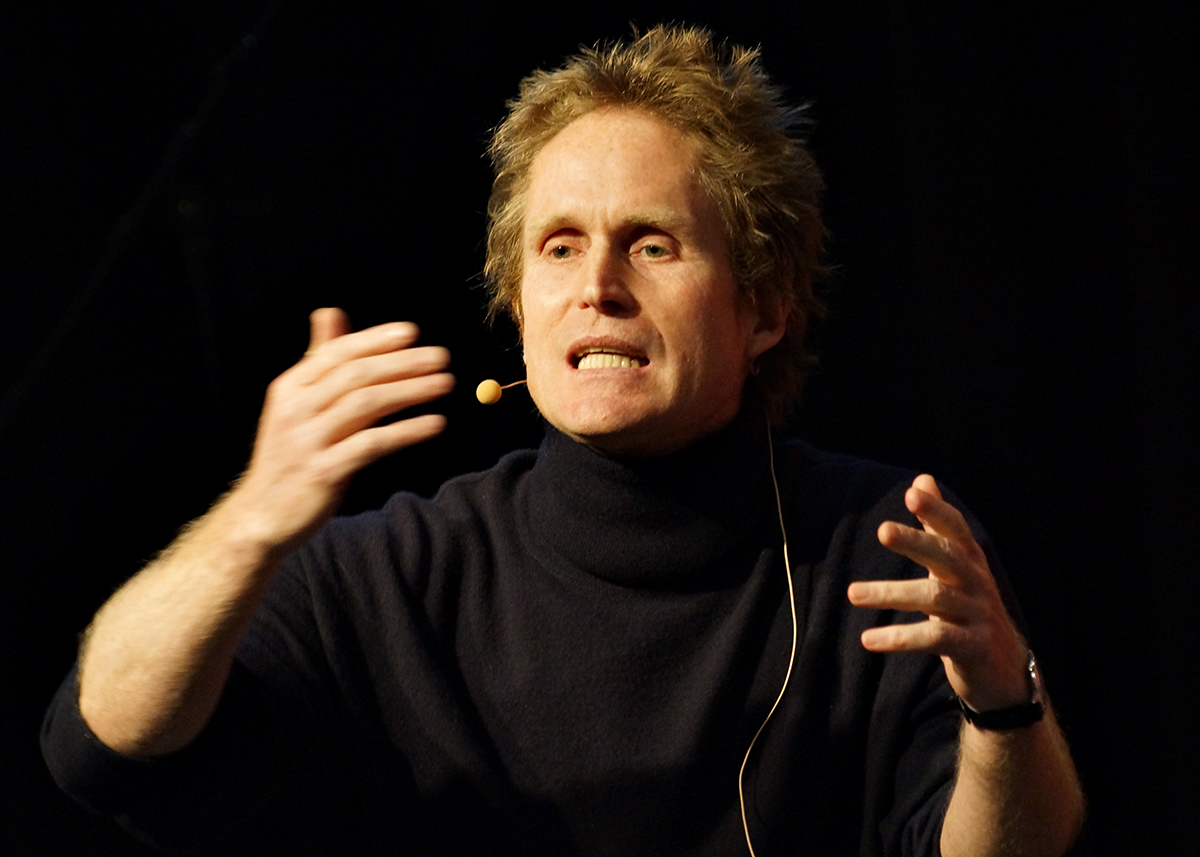
Peter Høeg (2012)

Peter Høeg (Copenhague, 17 de mayo de 1957) es un escritor danés, conocido principalmente por su novela La señorita Smila y su especial percepción de la nieve.

## Vida
Høeg pasó su juventud y realizó sus primeros estudios en Copenhague, su ciudad natal. En 1976 terminó sus estudios secundarios en el Frederiksberg Gymnasium y en 1984 se graduó de la Universidad de Copenhague en literatura comparada. 
Antes de dedicarse por completo a la escritura, Høeg ejerció diversas actividades, trabajando como actor, bailarín, marinero, montañista y esgrimista, experiencias de las que se sirvió posteriormente durante la escritura de sus libros.
En la actualidad vive en Copenhague con sus dos hijas.
Además de su actividad como escritor, Høeg es el fundador de la Lolwe Foundation, una organización sin ánimo de lucro que tiene como objetivo mejorar las condiciones de vida de las mujeres y los niños del tercer mundo. 
Su novela La señorita Smila y su especial percepción de la nieve fue llevada al cine por el director Bille August.

## Libros
- Forestilling om det Tyvende århundrede - 1988 (El siglo de los sueños - 1995).
- Fortællinger om natten - 1990.
- Frøken Smillas fornemmelse for sne - 1992 (La señorita Smila y su especial percepción de la nieve - 1994).
- De måske egnede - 1993 (Los fronterizos - 1997).
- Kvinden og aben - 1996 (La mujer y el mono - 1998).
- Den stille pige - 2006 (La muchacha tranquila - sin traducir).
- Elefantpassernes børn - 2010 (Los niños de los cuidadores de elefantes - 2011)